# Colonia Lealtad
Colonia Lealtad är en ort i Mexiko.   Den ligger i kommunen Soconusco och delstaten Veracruz, i den sydöstra delen av landet, 500 km öster om huvudstaden Mexico City. Colonia Lealtad ligger 104 meter över havet och antalet invånare är 3 507.
Terrängen runt Colonia Lealtad är huvudsakligen platt. Colonia Lealtad ligger uppe på en höjd. Runt Colonia Lealtad är det ganska tätbefolkat, med 54 invånare per kvadratkilometer. Närmaste större samhälle är Acayucan, 1,9 km sydväst om Colonia Lealtad. Omgivningarna runt Colonia Lealtad är en mosaik av jordbruksmark och naturlig växtlighet.